# Vladimir Canjuga
Vladimir Canjuga, hrvatski rukometni trener. Iz Ivanca.
Jedan od najtrofejnijih trenera mlađih selekcija Hrvatskog rukometnog saveza. Osvojio je pet medalja na velikim natjecanjima do 2009. godine. 2002. godine je s ekipom Srednje škole Ivanec bio drugi na Svjetskom prvenstvu srednjih škola u Solunu, čime je grad Ivanec afirmiran kao grad rukometa. Canjuga je vodio generaciju 1986/87., u kojoj su se igrali Čupić, Blažević, Kopljar i Duvnjak, koja je 2004. na u Europskom prvenstvu u Beogradu osvojila srebro, a 2005. bila treća na SP u Kataru. Vodeći generaciju u kojoj su igrali Huđ, Grd, Marić i ostali na Mediteranskim igrama na Cipru 2007. osvojili su broncu, 2008. na EP u Češkoj bili su peti, a vodeći mladu reprezentaciju 2009. na SP-u u Tunisu,  osvojili su naslov svjetskih prvaka i postala uz vaterpoliste jedina reprezentacija u mladim kategorijama koja je osvojila naslov svjetskog prvaka. Hrvatska mlada reprezentacija za taj uspjeh dobila je Nagradu Dražen Petrović.